# Ignacio Diego
Juan Ignacio Diego Palacios, parfois surnommé Nacho Diego, né le 18 mai 1960 à Castro Urdiales, est un homme politique espagnol, membre du Parti populaire (PP).
Il est président de la communauté autonome de Cantabrie entre 2011 et 2015.

## Biographie

### Formation et vie professionnelle
Il suit ses études secondaires à Santander, et accomplit ensuite une formation d'ingénieur technique agricole. Aujourd'hui fonctionnaire en disponibilité du département de l'Éducation de Cantabrie, il a été directeur régional de l'Environnement entre 1991 et 1992, puis conseiller du président du Parlement de Cantabrie jusqu'en 1995.

### Les débuts en politique
En 1987, il adhère à Alliance populaire (AP) et se présente, comme tête de liste, aux élections municipales à El Astillero. Il est élu conseiller municipal, et devient l'année suivante président des Nouvelles générations (NNGG), le mouvement de jeunesse de l'AP, en Cantabrie. Candidat au Congrès des députés lors des élections générales de 1989, il échoue à obtenir un siège, tout comme à conquérir la mairie d'El Astillero deux ans plus tard.

### Maire d'El Astillero
En 1995, il est nommé vice-secrétaire à l'Organisation du Parti populaire (PP) de Cantabrie, et obtient la majorité absolue lors des élections municipales, ce qui lui permet d'être investi, le 17 juin, à 35 ans, maire d'El Astillero. 
Après avoir été reconduit en 1999, il se représente en 2003, en même temps qu'il est candidat aux élections régionales. Il est alors réélu maire pour un troisième mandat consécutif et décroche un siège au Parlement de Cantabrie, alors que le PP passe dans l'opposition.

### Chef de l'opposition régionale
Le 13 novembre 2004, il est élu président du PP de Cantabrie avec 94,1 % des suffrages exprimés en remplacement de José Joaquín Martínez Sieso, ancien président de Cantabrie entre 1995 et 2003. Il démissionne de la mairie d'El Astillero deux ans plus tard, et conduit la campagne conservatrice aux élections régionales de 2007, auxquelles le PP arrive en tête, en recueillant 42,2 % des voix et 17 sièges. Il échoue cependant à prendre le pouvoir, l'alliance entre les régionalistes et les socialistes, du sortant Miguel Ángel Revilla, ayant obtenu 54,1 % des suffrages et 22 élus.

### Président de Cantabrie
Aux élections autonomiques du 22 mai 2011, pour lesquelles il est de nouveau chef de file, les conservateurs remportent 46,1 % des voix et 20 députés sur 39, soit l'exacte majorité absolue, une première depuis les élections de 1983. Le 23 juin suivant, Ignacio Diego est investi président de Cantabrie avec les seules voix conservatrices.
Il postule à un second mandat à l'occasion des élections du 24 mai 2015. Pour ce scrutin, le nombre de députés au Parlement de Cantabrie a été ramené à 35. Le résultat confirme la position du Parti populaire comme première force politique de la communauté autonome, mais avec 32,6 % des suffrages exprimés, il doit se contenter de 13 sièges. Son prédécesseur Miguel Ángel Revilla négocie alors le ralliement des socialistes et l'abstention du nouveau parti Podemos. Le 3 juillet, Revilla lui succède donc lors du second tour de vote.
Dans le cadre du congrès du PP de Cantabrie, il se présente à sa succession mais se trouve opposée à sa secrétaire générale, María José Sáenz de Buruaga, qui bénéficie notamment du soutien du ministre de l'Équipement et ancien maire de Santander Íñigo de la Serna. Lors du vote des adhérents le 8 mars 2017, il remporte 1 558 bulletins contre 1 422 à son adversaire. Les deux sont donc admis à présenter leur candidature devant les délégués au congrès, le 25 mars. Lors de l'élection par le congrès le 25 mars, il obtient 454 voix favorables, soit quatre de moins que Sáenz de Buruaga, qui est ainsi élue présidente du PPC avec 50,2 % des suffrages.